# Kronofogdemyndigheten
Den här artikeln handlar om dagens myndighet. För ett historiskt perspektiv, se fogde.
Kronofogdemyndigheten (KFM; i vardagligt tal "Kronofogden") är en central svensk statlig förvaltningsmyndighet, som bland annat har till uppgift att tillse att obetalda skulder blir betalda. Verksamheten är noggrant reglerad ibland andra utsökningsbalken, skuldsaneringslagen och  lagen om betalningsföreläggande och handräckning.

## Organisation
Fram till halvårsskiftet 2006 fanns tio kronofogdemyndigheter med Skatteverket som chefsmyndighet men den 1 juli 2006 sammanslogs dessa till en rikstäckande myndighet, fortfarande administrativt knuten till Skatteverket. Kronofogdemyndigheten är sedan den 1 januari 2008 en egen myndighet, fristående från Skatteverket, som lyder under Finansdepartementet. Den operativa verksamheten, till exempel indrivning och skuldsanering bedrivs från kontor placerade runtom i landet, med huvudkontor i Sundbyberg. Myndighetschefen har titeln rikskronofogde och sedan den 5 september 2022 är Fredrik Rosengren rikskronofogde.
Personalstruktur
1. Rikskronofogde
2. Biträdande rikskronofogde
3. Chefskronofogde
4. Kronofogde
5. Biträdande kronofogde
6. Kronofogdeaspirant
7. Kronokommissarie
8. Kronoinspektör
9. Kronoassistent

### Rikskronofogdar
- Eva Liedström Adler 2006–2015
- Christina Gellerbrant Hagberg 2015–2022
- Cecilia Hegethorn Mogensen 2022 (Biträdande rikskronofogde)
- Fredrik Rosengren 2022–[5]

## Verksamhet
Kronofogdemyndigheten arbetar med indrivning av både statliga och privata fordringar. Indrivning av statens fordringar handläggs som allmänna mål. Hit räknas till exempel indrivning av parkeringsböter, studieskulder och skatter. Indrivning av privata fordringar handläggs som enskilda mål. Hit räknas till exempel indrivning av bankskulder, hyror, lån och andra skulder. Syftet och målet med myndighetens verksamhet är att se till att företag och privatpersoner gör ekonomiskt rätt för sig i samhället. Detta säkerställs genom att Kronofogdemyndigheten på begäran av en borgenär med en giltig exekutionstitel kan företa utmätning och betalningssäkring hos den betalningsskyldige.
Kronofogdemyndigheten har vidare ett uppdrag att söka minska antalet skuldsatta personer och att hjälpa människor med obetalda skulder, banklån, hyror, fakturor, skatter eller liknande. Myndigheten ska tillse att hårt skuldsatta så småningom kan få en ordnad ekonomi. Detta ska ske genom rådgivning och skuldsanering. Mer konkreta tjänster såsom förhandlingar med borgenärer sker bara i viss utsträckning. Kronofogdemyndigheten har totalt över 2 000 anställda med kontor över hela Sverige.

## Skulder hos Kronofogdemyndigheten

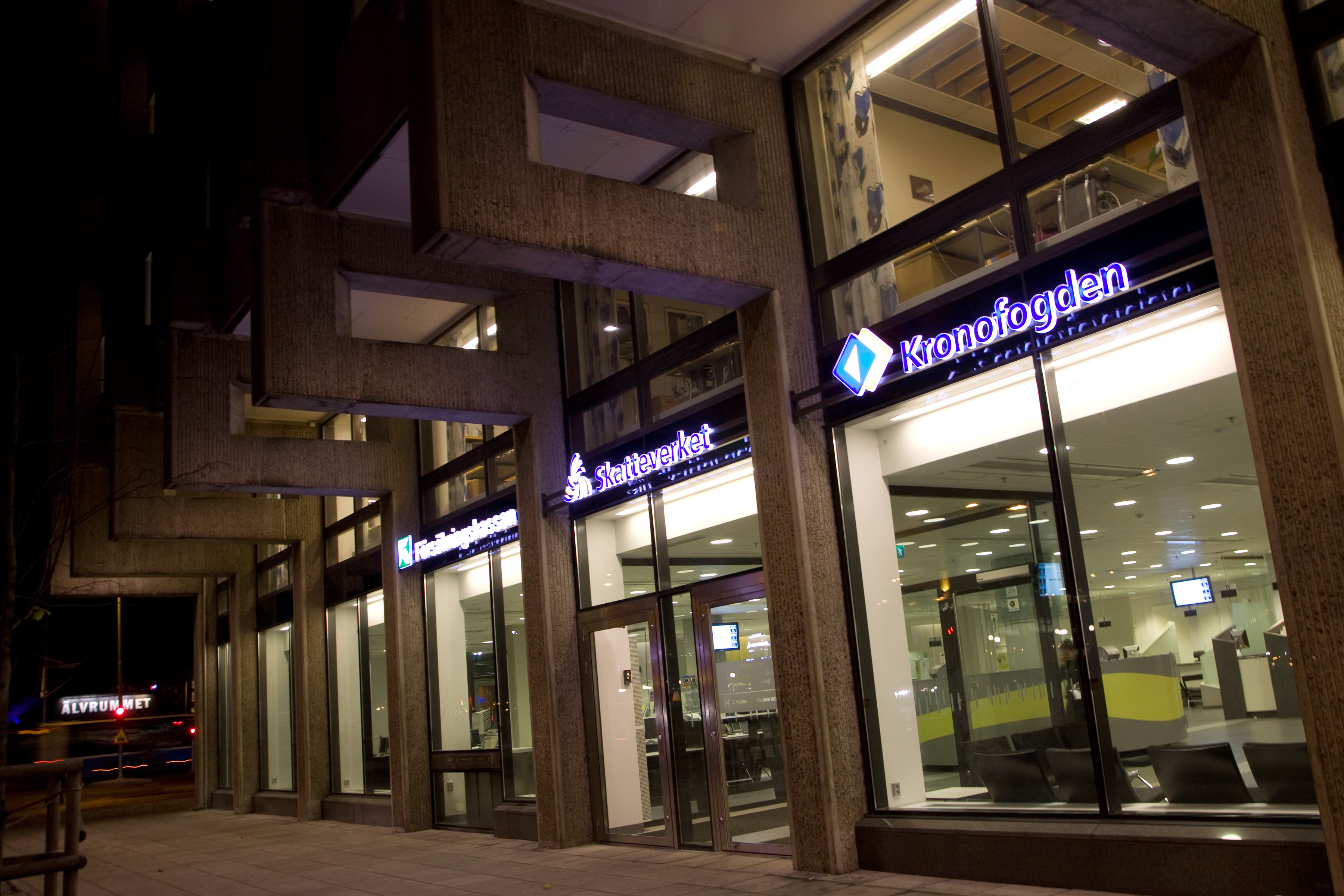
Ingången till servicekontoret i Göteborg, där Kronofogdemyndigheten, Skatteverket och Försäkringskassan delar kontor.

Varje privatperson kan få betalningsanmärkningar om denne inte betalar sina räkningar, fakturor, böter, avgifter, skatter eller liknande. Det spelar ingen roll varför betalning inte skett så länge kravet är korrekt. Till exempel har alla personer ansvar för att företag som skickar fakturor har registrerat rätt adress. En privatperson har rätt att bestrida kravet inom en viss, ganska kort tid. Den som kräver pengar måste då gå till domstol för att bevisa sitt krav. Den som inte bestrider på rätt sätt och i rätt tid förlorar utan vidare övervägande, till skillnad från många andra länder där domstol alltid krävs om man inte gör upp i godo, även av försumliga. Den som förlorar i domstolen måste betala rättegångskostnaderna. Har man en gång fått en betalningsanmärkning går det oftast inte att få bort den inom tre år. Betalningsanmärkning sätts inte av Kronofogden men information om dem med fastställda skulder hos Kronofogdemyndigheten tillhandahålles av kreditupplysningsföretag. Det är möjligt via registeruttag som de regelbundet gör från myndigheten.
En skuld till staten registreras direkt (utan möjlighet att bestrida) hos kreditupplysningsföretagen och Kronofogdemyndigheten. Om en sådan skuld betalas inom den tid som Kronofogdemyndigheten anvisat, markeras den som sekretessbelagd. Sådana markeringar ligger kvar i två år. Om ett företag ådrar sig en betalningsanmärkning ligger den kvar upp till fem år. Den som ådragit sig en betalningsanmärkning får svårigheter att skaffa till exempel ett hyreskontrakt, handla på kredit eller låna pengar samt ibland också att få anställning för vissa typer av arbeten, särskilt sådana med kontanthantering.
Att fel adress är registrerad är gentemot staten ingen ursäkt då man är skyldig att registrera en fungerade adress, vilket även gäller utlandssvenskar. Till exempel Christer Fuglesang (som bor i USA) har fått betalningsanmärkning för trängselskatt i Stockholm för att han hade en inaktuell adress registrerad (och glömde betala direkt). 
Även företag kan få betalningsanmärkningar, dessutom snabbare än för privatpersoner. För små företag kan det vara allvarligt eftersom de får svårt att köpa in mot faktura. Stora företag får däremot ofta betalningsanmärkningar, vilket beror på intern byråkrati. Räkningar måste godkännas internt enligt en viss rutin och ärenden kan bli liggande. Det gör inte så mycket för dem eftersom leverantörer inte vill vara besvärliga mot stora kunder. Till och med Kronofogdemyndigheten har fått betalningsanmärkningar. 
Skulder hos Kronofogdemyndigheten är offentliga uppgifter. Den som vet vilket person- eller organisationsnummer en fysisk eller juridisk person har, kan ringa Kronofogdemyndighetens kundtjänst och erhålla typen av skuld samt skuldbeloppet.
För den person som har en skuld så stor att vederbörande inte ens kan betala ränta på skulden finns sedan 2005 skuldsaneringslagen, som ger en möjlighet att på ett antal års sikt få skulderna avskrivna. Innan dess gällde alltid att sådana personer måste leva på existensminimum resten av livet eller tills borgenären slutade hävda skulden, vilket sällan förekom, i varje fall inte mot banker och liknande.
Från 2009 kan personer och företag kräva betalt inom hela Europeiska Unionen via myndigheter liknande kronofogden. Sådana ärenden handläggs i det land svaranden bor. I Sverige är det Kronofogdemyndigheten. Rutinen kallas Europeiskt betalningsföreläggande och gäller i alla EU-länder utom Danmark. Vägran att betala i Sverige kan leda till indrivning och betalningsanmärkning, såsom för svenska skulder.

## Utanför Sverige
I många andra länder finns inte en generell myndighet som driver in alla fordringar. De som vill få betalt kan gå till domstol och få fordran fastställd och kan sedan kräva pengar hos banker med mera. Normalt tar företag hjälp av inkassobolag. Det finns generellt sett ändå en myndighet, ofta polisen, som hanterar vissa tvångsåtgärder.
I Norge finns Statens innkrevingssentral som är en myndighet (i praktiken inkassobolag) som driver in statliga men inte privata fordringar. Kronofogdens motsvarighet kallas namsmann och är ett uppdrag som utövas av polisväsendet och som hanterar utmätningar och tvångsförsäljningar.